# زگام، زاقاتالا
زگام (به لاتین: Zəyəm) یک منطقه مسکونی در جمهوری آذربایجان است که در شهرستان زاقاتالا واقع شده است. زگام ۷۶۷ نفر جمعیت دارد.